# Rana celebensis
Rana celebensis é uma espécie de anfíbio da família Ranidae.
É endémica da Indonésia.
Os seus habitats naturais são: florestas subtropicais ou tropicais húmidas de baixa altitude, rios, marismas de água doce e florestas secundárias altamente degradadas.
Está ameaçada por perda de habitat.